# Glossanodon struhsakeri
Glossanodon struhsakeri är en fiskart som beskrevs av Cohen, 1970. Glossanodon struhsakeri ingår i släktet Glossanodon och familjen guldlaxfiskar. Inga underarter finns listade i Catalogue of Life.